# Ecuvillens
Ecuvillens (toponimo francese; in tedesco Cüvellingen, desueto) è una frazione del comune svizzero di Hauterive, nel Canton Friburgo (distretto della Sarine).

## Storia

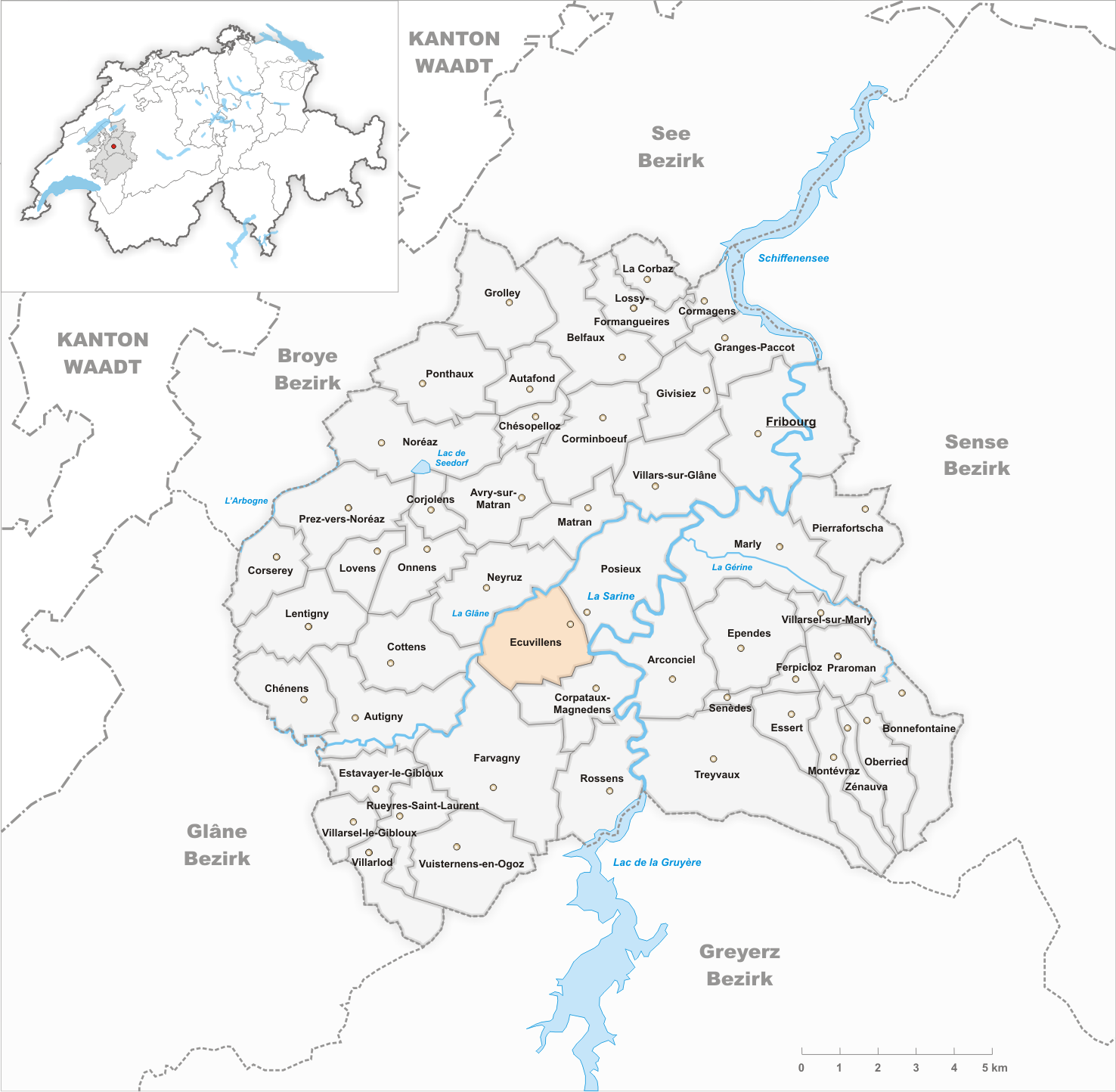
Il territorio del comune di Ecuvillens prima degli accorpamenti comunali del 2001

Già comune autonomo, nel 2001 è stato accorpato all'altro comune soppresso di Posieux per formare il nuovo comune di Hauterive.

## Monumenti e luoghi d'interesse
- Chiesa cattolica della Vergine, attestata dal 1138 e ricostruita nel 1809-1811 e nel 1911-1912[1].

## Società

### Evoluzione demografica
L'evoluzione demografica è riportata nella seguente tabella:
Abitanti censiti

## Amministrazione
Ogni famiglia originaria del luogo fa parte del comune patriziale che ha la responsabilità della manutenzione di ogni bene comune.